# Objet de communication
L'objet de communication est un outil et une technique de promotion visant à envoyer un message à une cible en prenant pour support un produit utile, universel et de bonne qualité. Il existe différentes catégories d'objets de communication comme les articles publicitaires (goodies) et les cadeaux d'affaires (gift).

## Les enjeux de l'objet de communication

### Les objets de communication les plus utilisés
En 2013, 2FPCO (Fédération Française des Professionnels de la Communication par l'objet) a fait réaliser une étude par Ginger  pour déterminer les objets de communication les plus attendus. Cette étude a été réalisée à partir d'un échantillon de 1002 Français, âgés de 18 ans et plus, vivant en France métropolitaine. Les résultats sont les suivants: 85 % des sondés aimeraient recevoir plus souvent des accessoires informatiques ou électroniques, 65 % des bagages, 64 % des T-shirts, polos et vestes, 62 % des cahiers et de la papeterie, 60 % des montres, 60 % des tasses, verres et mugs, 56 % des instruments d'écriture, 45 % des casquettes et parapluies et enfin 27 % des goodies (pin's, broches, porte-clefs…).

### Les 3 raisons de conservation des objets de communication
- L’utilité : 86 %
- L'hédonisme (si l'objet est original, esthétique, intrigant, amusant) : 65 %
- Raisons affectives : 37 %

### Les circonstances les plus appréciées
Selon l'enquête Ginger sur "Les Français et l'objet publicitaire" réalisée en 2013, les Français apprécient particulièrement recevoir un objet publicitaire dans le cadre d'une relation commerciale et dans le cadre d'un évènement. 
- 94 % des Français apprécient recevoir un cadeau de la part de leur marque pour les remercier de leur fidélité ou d'un premier achat.
- 89 % des Français apprécient recevoir un objet publicitaire lors d'un évènement commercial, culturel ou sportif.

### Les multiples objectifs de l’objet de communication
- Se faire connaitre : 
  - Augmenter son parc-client (convertir des prospects en clients).
  - Augmenter sa visibilité (sur un salon par exemple) afin de multiplier le nombre de contacts et de leads.
  - Démarcher plus facilement des futurs clients : street-marketing.
- Renforcer l’image de marque et la notoriété :
  - Des produits diffusant les valeurs de l’entreprise (ex : une entreprise dans le secteur des énergies renouvelables distribue des stylos en matériaux recyclables et des sacs bio).
  - Des produits consolidant le positionnement (ex : une banque d’affaire récompensant ses partenaires avec des produits haut de gamme).
- Fidéliser ses clients :
  - Cadeaux de fin d’année.
  - Cadeaux de remerciement pour leur fidélité.
- Optimisation Commerciale :
  - Lancement de produit par l’offre de cadeaux renforçant le branding du produit et sa notoriété.
  - Stimuler les ventes en accompagnant des actions de promotions.
- Team Building : 
  - Accueillir de nouveaux collaborateurs.
  - Stimuler les équipes par des cadeaux.
  - Remercier des équipes pour leurs résultats.
- Financement
  - Plusieurs organismes, particulièrement les OBNL (organismes à but non lucratif) , vendent des articles promotionnels afin d'amasser des fonds[2].

L’objet de communication peut donc avoir une finalité commerciale (fidélisation pour 29 %, augmentation des ventes etc.) et non-commerciale. (Stimulation des collaborateurs, 56 % des entreprises utilisent des cadeaux en vue de récompenser leurs salariés.)

## Un média de communication majeur

### Un média de plus en plus présent
En 2013, le secteur pesait 3,47 milliards d’Euros en Allemagne, 1,4 milliard d’euros en France et 14,3 milliards d’Euros aux États-Unis. 
Face à une conjoncture encore difficile, les annonceurs se tournent de plus en plus vers ce vecteur de promotion pour son coût faible et son impact important. Le secteur de l’objet de communication pèse désormais 4,4 % du montant global de la communication Média et Hors-Média. Ce qui équivaut à l’ensemble du marché de l’affichage (4 par 3, transports et mobilier urbain) ou communication extérieure.

### Un média performant et peu cher

#### Une campagne de communication remportant le plus fort taux d’impact.
Sa percée dans les médias publicitaires se fait à la fois par une stratégie basée sur l’utilité du produit et sur une différenciation par les coûts.
En effet, le coût par impact d’un objet de communication est inférieur à 0,02 euro, ce qui constitue le meilleur retour sur investissement parmi les différents médias promotionnels.
En basant une campagne de promotion sur l’objet de communication une entreprise s’assure un accroissement de son audience, les consommateurs l’utiliseront régulièrement et seront stimulés par le message publicitaire ou logo imprimé dessus. Pour ce faire, des sociétés expertes dans l'objet publicitaire accompagnent les entreprises qui ont un projet de goodies personnalisés pour un événement ou pour une stratégie de communication.

#### Conservation, utilisation et durée de vie des objets de communication.
D'après l'enquête Ginger sur « Les Français et l'objet publicitaire », réalisée en 2013, 81 % des Français conservent les objets publicitaires qu'ils reçoivent puis les utilisent, 15 % les conservent puis les oublient, 20 % les donnent à leurs enfants ou à une tierce personne et 1 % les jettent directement. 
La durée moyenne d’impact d’un objet de communication est plus longue que celle d’une campagne télévisée ou radiophonique. L’impact publicitaire de ces deux médias s’arrête avec la fin de la diffusion, alors que l’impact d’un article promotionnel continue bien au-delà de la simple diffusion. En étant utilisé régulièrement et longtemps, son impact est nettement plus important et durable.
En effet, selon l'enquête Ginger, les Français gardent moins d'un an les objets d'écriture, accessoires de bureau, calendriers et agendas. En revanche, ils gardent en moyenne 2,3 ans les goodies, 2,7 ans les casquettes et chapeaux, 3,2 ans les parapluies, 3,3 ans les produits électroniques, 3,5 ans les T-shirts, 3,7 ans les verres, mugs et tasses, 3,9 ans les autres textiles et enfin 4,2 ans les bagages. 
Une campagne marketing menée avec un ou plusieurs objets promotionnels s’avère donc la moins onéreuse, la plus durable et donne les meilleurs résultats.

#### Renforcement de l’image de marque
D'après l'étude Ginger, réalisée en 2013: 
81 % de ceux qui reçoivent un objet de communication, se rappellent la marque ou le nom de l’entreprise.
Concernant l'impact des objets de communication sur l'image de la marque émettrice, les Français ne considèrent pas que le fait de remettre un cadeau publicitaire ait une influence négative sur l'image de la marque. En effet : 
- 42 % pensent qu'un objet de communication donne une meilleure image à la marque émettrice
- 56 % pensent qu'un objet de communication ne change pas l'image de la marque émettrice
- 2 % pensent qu'un objet de communication donne une moins bonne image à la marque émettrice [10].

Si l’objet est souvent utilisé et/ou en possession des consommateurs, 81 % se souviennent de la marque associée à cet objet. Cela démontre à la fois la notion essentielle d’utilité de l’objet et son impact marketing.

#### Levier pour l’acte d’achat
Selon une étude de 2004 pour la PPAI sur le B to B, 52 % des professionnels signent un contrat à la suite de la réception d’un objet de communication. En parallèle, d’après une enquête de GWW (Gesamtverband der Werbeartikel-Wirtschaft e.V) en 2011 sur le marché du B to C, l’objet de communication est un levier pour l’achat pour 37 % des clients finaux.

## Nouveaux relais de croissance

### Innovation
Le monde des affaires repose, bien souvent, sur un renouvellement constant des gammes de produits où le cycle de vie d’un article se fait de plus en plus en court. Le secteur des objets de communication suit la même tendance. Il n’est donc pas étonnant que des salons internationaux tels CTCO (salon du textile promotionnel et de l'objet publicitaire) ou Early Bird mettent en avant les dernières tendances. 
L’innovation se fait surtout pour les produits à haute valeur ajoutée sans toutefois oublier les goodies.
Ainsi, facilité par l’essor du haut débit, ces dernières années ont vu l’accélération de la dématérialisation du cadeau d’affaire. L'éventail des cadeaux dématérialisés commence à s'élargir, allant de la carte pour télécharger légalement de la musique, au site communautaire. Cependant, des freins existent tant de la part de l’entreprise inquiète à l'idée de perdre la proximité avec ses interlocuteurs, que du client craignant des failles en matière de sécurité informatique. Le développement des cadeaux dématérialisés se réalise donc en parallèle de l’objet de communication « classique » et non à son détriment.

### Démarche responsable
Selon l'enquête Ginger sur « les Français et l'objet publicitaire », réalisée en 2013, 82 % des Français sont favorables à un système d'étiquetage. 
Les Français attendent plus de transparence concernant l'origine des objets publicitaires, où et comment ils sont fabriqués. Connaître leur niveau de respect de l'environnement n'est pas prioritaire, mais à envisager tout de même. 
De nombreuses entreprises soucieuses de leur empreinte écologique, renforcent leur responsabilité sociale et souhaitent par exemple acquérir le label RSE. Les objets de communication prennent non seulement leur part de responsabilité en faisant appel à des fournisseurs européens afin de baisser l’empreinte carbone du transport des marchandises et/ou en en privilégiant les produits issus du commerce équitable, agriculture biologique, mais ils accompagnent également le développement et le renforcement de l'image de marque de l'annonceur. En leur proposant ces produits, les annonceurs peuvent mieux interpeller leurs cibles et mieux répondre à leurs attentes et sensibilités.

## L’objet de communication en complément d'une campagne publicitaire classique
L’ajout d'un produit promotionnel dans le mix média génère bien plus d’attitudes favorables envers la publicité, quel que soit le média avec lequel il est couplé (jusqu'à 44 %).
Une étude montre que lorsque les produits promotionnels sont couplés avec d’autres médias (publicité à la télévision ou publicités imprimées), un effet de synergie se crée et augmente significativement la valeur de référence, ainsi que la crédibilité du message.

#### Revues pédagogiques
- Objets et communication [Broché]

Collectif (Auteur), Bernard Darras et Sarah Belkhamsa (Sous la direction de), Objet et communication